# Tinajo
Tinajo er en by og kommune i det sydvestlige Spanien på øen Lanzarote i provinsen Las Palmas, De Kanariske Øer. Den har et indbyggertal på 6.865 (2024) indbyggere.